# Андон Трайков Терзиев
Андон Трайков Терзиев е български революционер, деец на Вътрешната македоно-одринска революционна организация и Вътрешната македонска революционна организация.

## Биография
Роден е в 1873 година в кукушкото село Постолар, тогава в Османската империя, както сам казва „от родители българи“ Трайко Терзиев и Магда Терзиева. Присъединява се към ВМОРО в 1901 година и действа като легален боец. В 1903 година става нелегален и влиза в четата на районния кукушки войвода Кръстьо Асенов. Участва в битката край Арджанското езеро и в боя при Гъндач, както и други сражения по време на Илинденско-Преображенското въстание. След амнистията се легализира и продължава да се занимава в революционна дейност. В 1908 година се изселва в Свободна България и се установява в София.
В 1914 година продължава борбата с новите сръбски власти и влиза в четата на войводата Петко Стефанов Тлъмински, която същата година води тежко еднодневно сръжение със сръбски части при Градец. При навлизането на Българската армия във Вардарска Македония през октомври 1915 година служи като водач на българските части.
При избухването на Балканската войва в 1912 година е доброволец в Македоно-одринското опълчение.
На 18 февруари 1943 година като жител  на София подава молба за народна пенсия, която е одобрена и отпусната от Министерския съвет на Царство България.